# Chodaków
Chodaków – część miasta, dzielnica miasta Sochaczew w województwie mazowieckim.
W latach 1967–1976 miasto.
Chodaków graniczy z Żelazową Wolą, a obie miejscowości łączy malownicza rzeka Utrata.
Przez osiedle przebiega linia Powiatowej Kolei Sochaczewskiej.
Z centrum miasta Chodaków jest skomunikowany przez linie autobusowe Zakładu Komunikacji Miejskiej w Sochaczewie.

## Historia
Pierwsza wzmianka w XV wieku. W 1825 roku Chodaków liczył sobie 11 domów i 122 mieszkańców. Prawie sto lat później, w 1921 było to 15 domów i 121 mieszkańców.
Od 1867 w gminie Chodaków w powiecie sochaczewskim. W okresie międzywojennym należał do woj. warszawskiego; W 1921 roku liczba mieszkańców wsi Chodaków wynosiła 68, a folwarku Chodaków 58. 20 października 1933 utworzono gromadę Ostrzeszewo w granicach gminy Chodaków, składającą się z wsi Ostrzeszewo, fabryki Chodaków, folwarku Chodaków, młyna Chodaków i osady fabrycznej Chodaków. Podczas II wojny światowej w Generalnym Gubernatorstwie, w dystrykcie warszawskim (Landkreis Sochaczew).
Po wojnie Chodaków powrócił do powiatu sochaczewskigo w woj. warszawskim. 
W związku z reorganizacją administracji wiejskiej jesienią 1954, utworzono nową gromadę Chodaków, składającą z obszarów dotychczasowych gromad Chodaków (Kolonia), Nowa Wieś, Ostrzeszewo, Zarzecze i Zwierzyniec oraz wsi Kistki z dotychczasowej gromady Kistki ze zniesionej gminy Chodaków. 13 listopada 1954, po pięciu tygodniach, gromadę Chodaków zniesiono w związku z nadaniem jej statusu osiedla, w związku z czym Chodaków (Kolonia), Kistki, Nowa Wieś, Ostrzeszewo, Zarzecze i Zwierzyniec stały się integralnym częściami osiedla Chodakowa. 1 stycznia 1967 osiedlu Chodaków nadano status miasta.
1 stycznia 1977 miasto Chodaków włączono do Sochaczewa.

## Dojazd
Dojazd: z Sochaczewa Sochaczewską Koleją Muzealną, która jeździ w wybrane dni w maju, lipcu, sierpniu, wrześniu i październiku oraz sochaczewską komunikacją miejską i PKS.

## Przemysł
Najstarszym obiektem przemysłowym w Chodakowie jest młyn należący do rodziny Repszów. Pierwsze wzmianki o młynie wodnym w Chodakowie pochodzą z XVI wieku. Obiekt w obecnym kształcie, niezmieniony od przeszło 200 lat, jest nadal czynny.
W Chodakowie znajdowała się wybudowana w XX leciu międzywojennym Fabryka Przędzy i Tkanin Sztucznych Chodaków S.A., po 1945 roku Chodakowskie Zakłady Włókien Chemicznych „Chemitex”.

## Chodakowskie Zakłady Włókien Chemicznych Chemitex

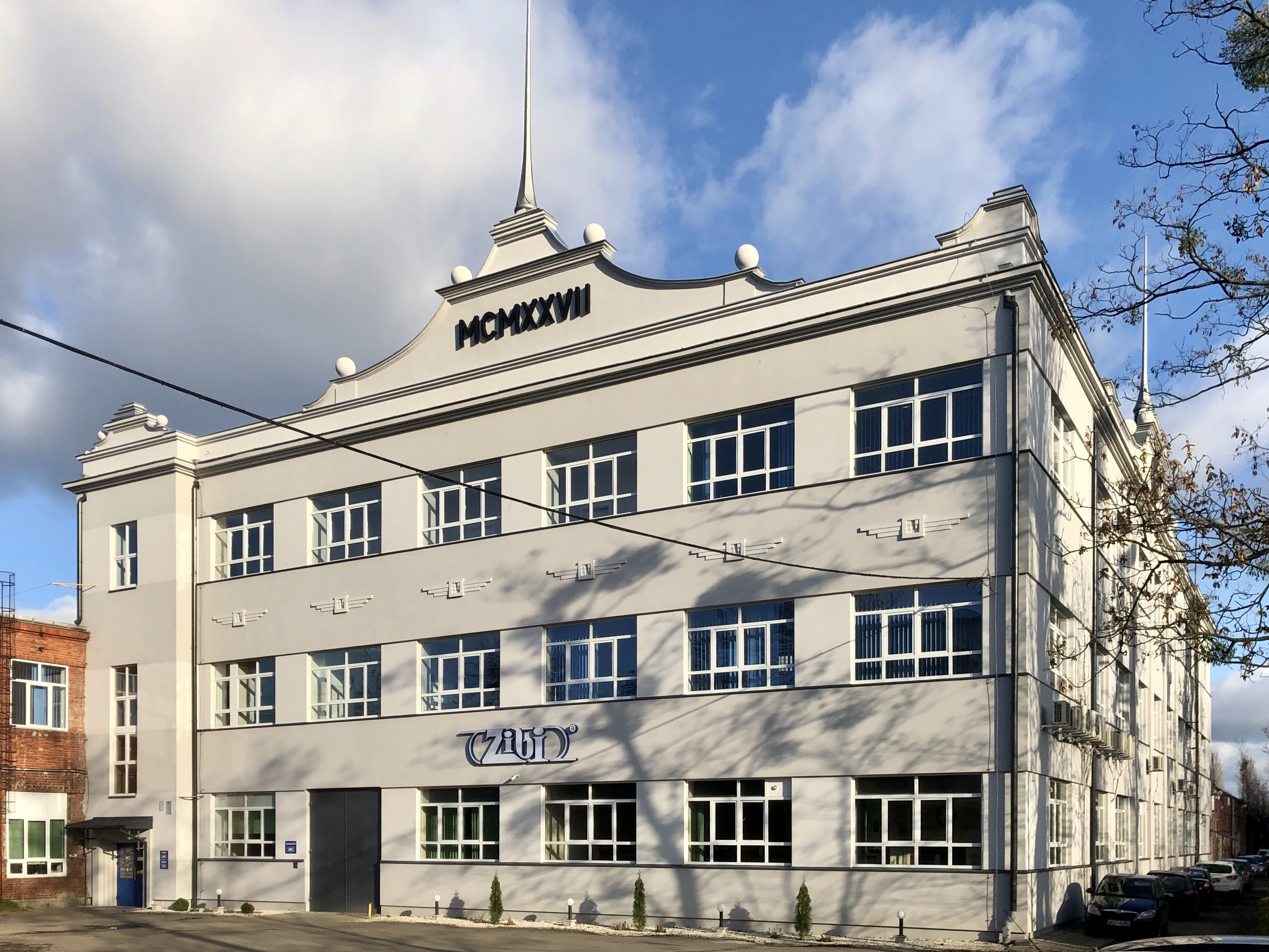
Dawny budynek administracyjny Fabryki Włókien Chemicznych „Chemitex”

Właścicielem terenu był Józef Korc, który sprzedał 92 ha za 23500$. Dzięki temu już w grudniu 1928 roku uruchomiono produkcję, przy której pracowało około 300-400 osób. Stan ten wynosił już 1000 osób w 1933 roku a 6 lat później, tuż przed wybuchem wojny, było to 2000 osób. Bitwa nad Bzurą zamieniła hale produkcyjne i stołówkę na polowy szpital dla rannych polskich żołnierzy. W czasie okupacji fabryka działała, ale nie przeprowadzano żadnych remontów, modernizacji. Rok 1945 zastał zakład w ruinie. W latach 1960–62 zbudowano 2 wyciągowe kominy, każdy po 80 metrów. Były też plany postawienia 250 metrowego. Włókno wiskozowe było eksportowane do Turcji, Iranu, Birmy i Pakistanu. W 1976 roku Chemitex produkował 1/3 krajowej produkcji asortymentu włókienniczego.

## Zabytki
- młyn wodny z XVI wieku, przy ul. Młynarskiej 4.
- dwór z I połowy XIX w., przebudowany w latach 20. XX w., otoczony parkiem dworskim przekształconym w miejski skwer.
- hala główna Chodakowskich Zakładów Włókien Chemicznych Chemitex z 1928 roku.
- szkoła murowana z 1935 roku przy ul. Chodakowskiej.
- domy murowane z 1920 roku przy ul. Parkowej: nr, 1, nr 2, nr 3, nr 4.
- dom drewniany z 1925 roku przy ul. Chodakowskiej 19.
- dom murowany z lat 1920-30 przy ul. Młynarskiej 1.

Oprócz tego przy ul. Parkowej można odnaleźć stare latarnie uliczne.

## Sport
Jedynym klubem sportowym w Chodakowie jest założony w 1929 roku klub piłkarski Bzura Chodaków (w sezonie 2024/2025 klasa A). W latach pięćdziesiątych Bzura grała w II lidze. W latach siedemdziesiątych świetność tego klubu minęła. Stadion Bzury, znajdujący się przy ul. Chopina 101, ma pojemność około 440 miejsc siedzących.
W Chodakowie działa Koło Polskiego Związku Wędkarskiego (obecnie Koło PZW nr 13 Chodaków (Okręg PZW Skierniewice). Chodakowskie Koło jest najstarszym spośród wszystkich 32 funkcjonujących w okręgu skierniewickim i może poszczycić się bogatą historią oraz wieloma dokonaniami. Koło zainicjował Alfred Repsz, właściciel młyna w Chodakowie, który w kwietniu 1928 roku powołał do życia Klub Wędkarski z siedzibą w Warszawie. W 1933 roku Koło przekształcono w Sportowe Towarzystwo Wędkarskie w Chodakowie, które przetrwało zawieruchy wojny i lata okupacji. W 1950 roku Towarzystwo przystąpiło do właśnie utworzonego Polskiego Związku Wędkarskiego, a w 1975 roku, po dwóch latach od reformy administracyjnej i powołania województwa skierniewickiego, powołano do życia okręg skierniewicki PZW.

## Kultura
W Chodakowie przy ul. Chopina 101 znajduje się Miejski Ośrodek Kultury, w którym dzieci i młodzież mogą rozwijać swoje talenty artystyczne. działa tam m.in. Zespół taneczny Abstrakt, znajdujący się w czołówce zespołów tańca nowoczesnego. Młodzież trenuje pod okiem Celiny i Moniki Osieckich.

## Ludzie związani z Chodakowem
- Juliusz Kaden-Bandrowski – pisarz, żołnierz Powstania Warszawskiego, mieszkał w domu Alfreda Repsza.
- Tadeusz Ostrzeszewicz – wychowany w dworze chodakowskim, trzykrotnie wybierany sędzią gminnym, później funkcjonariusz Służby Więziennej.